# Gunnhild Sundli
Gunnhild Sundli (Orkdal, 2 de julio de 1985), es una cantante y actriz noruega. Nació y creció en el municipio de Orkdal, región de Sør-Trøndelag y posteriormente se mudó a Trondheim.

## Vida
Gunnhild se crio en una familia de músicos y estuvo expuesta a la música folk desde su nacimiento. Desde los 9 años empezó a cantar kvede (música tradicional noruega emparentada con ancestrales cantos populares agrícolas para atraer al ganado de vuelta a casa). Más tarde probó con otros estilos como la música clásica y el jazz. Se graduó en canto en la Escuela Secundaria Superior de Heimdal.
A partir de 1999 Sundli pasó a ser una figura reconocida del ámbito musical noruego al convertirse en la cantante de la banda Gåte.
En 2005 se tomó un descanso con el grupo y un año después debutó como actriz en el cabaret Cafe Isogaisa de Hans Rotmo. Continuó en junio de 2006 con el papel de Anna en la representación histórica bianual de la obra Korsvika, Håkon y Kark, en Trondheim. En agosto, interpretó a Lucie en la ópera sobre el obispo Olav Engelbrektsson, en A Midnight Opera, en Steinvikholm, antes de participar en la obra histórica Invierno Rojo de Torvald Sund en el municipio de Levanger en septiembre. En 2007, actuó en El Pato Silvestre de Ibsen, en el Trøndelag Teater y también interpretó al personaje principal Maren en la obra histórica Maren Dømt til Døden que se representa cada dos años en la iglesia de  Dolm en el municipio de Hitra.
En 2013 Sundli regresó al mundo de la música y lanzó su álbum debut en solitario Tankerop.
En 2017 regresó Gåte con Sundli como cantante presentando un nuevo EP y en 2019 un álbum LP. En 2021 comenzó a trabajar, con el resto de la banda, en la producción de un álbum recopilatorio de grandes éxitos.
En 2024 Gåte ganó el Melodi Grand Prix, el programa de selección de Noruega para el Festival de la Canción de Eurovisión, con la canción "Ulveham". Llegaron a la Gran Final de Eurovisión 2024 donde terminaron en el puesto 25.

## Discografía

### En solitario
- 2013: Tankerop (EMI)

### Colaboraciones
Como cantante de Gåte
- 2000: Gåte
- 2002: Jygri
- 2003: Statt opp (Maggeduliadei)
- 2004: Iselilja
- 2006: Liva (en vivo)
- 2017: Attersyn
- 2019: Svevn
- 2022: Nord
- 2024: Ulveham

Con Aasmund Nordstoga
- 2015: Sæle Jolekveld